# Torre de Puig Castellar
La Torre de Puig Castellar és una obra de Vidreres (Selva) inclosa a l'Inventari del Patrimoni Arquitectònic de Catalunya.

## Descripció
Restes d'una torre circular amb un màxim d'alçada d'un metre i un diàmetre de set metres.

## Història
Possible funcionament defensiu relacionat amb el castell proper de Sant Iscle, d'època medieval. Destrucció progressiva des d'època medieval, possiblement per saqueig i reaprofiatment. Actualment està dins el bosc, és de difícil accés i està molt embardissat.